# Pramet (Gemeinde Pramet)
Pramet ist ein Dorf im Innviertel von Oberösterreich wie auch Hauptort, Ortschaft und Katastralgemeinde der Gemeinde Pramet im Bezirk Ried im Innkreis.

## Geographie
Der Ort Pramet  befindet sich etwa 7½ Kilometer südlich von Ried im Innkreis, am Nordfuß des mittleren Hausruck zum Innviertler Hügelland hin. Es liegt am Oberlauf der Oberach, einem Zufluss der Antiesen auf um die 510 m ü. A. Das Dorf umfasst etwa 130 Gebäude mit über 400 Einwohnern, gut 1⁄3 der Gemeindebevölkerung.
Zur umfassenderen Katastralgemeinde Pramet mit 698 Hektar gehört das nordöstliche Gemeindegebiet, mit den Ortschaften
Ecklham (wenige Häuser bei der Brücke nach Schildorn) westlich,
Gutensham östlich, Knirzing südlich,
und Großpiesenham, Kleinpiesenham, Noxberg und Windischhub taleinwärts und den Windischhuber Bach aufwärts Richtung Südosten zu, zum Riedel der Roten Säule, der das Gemeindegebiet von Eberschwang trennt.
|                                                                  | Pattigham (O u. KG, Gem. Pattigham)         | Mitterbreitsach (KG, Gem. Eberschwang)                                                             |
| Ecklham (O) Schildorn (KG, Gem. Schildorn) Au ∗ (Gem. Schildorn) | Kompassrose, die auf Nachbargemeinden zeigt | Gutensham (O) Kirchsteig (KG, Gem. Eberschwang)                                                    |
|                                                                  | Knirzing (O) Hartlhof (KG)                  | Großpiesenham (O) Kleinpiesenham (O) Hintersteining (KG, Gem. Frankenburg a.Hk., Bez. Vöcklabruck) |

∗ ehemals Prüglau, Ortschaft Knirzing

## Geschichte, Infrastruktur und Sehenswürdigkeiten

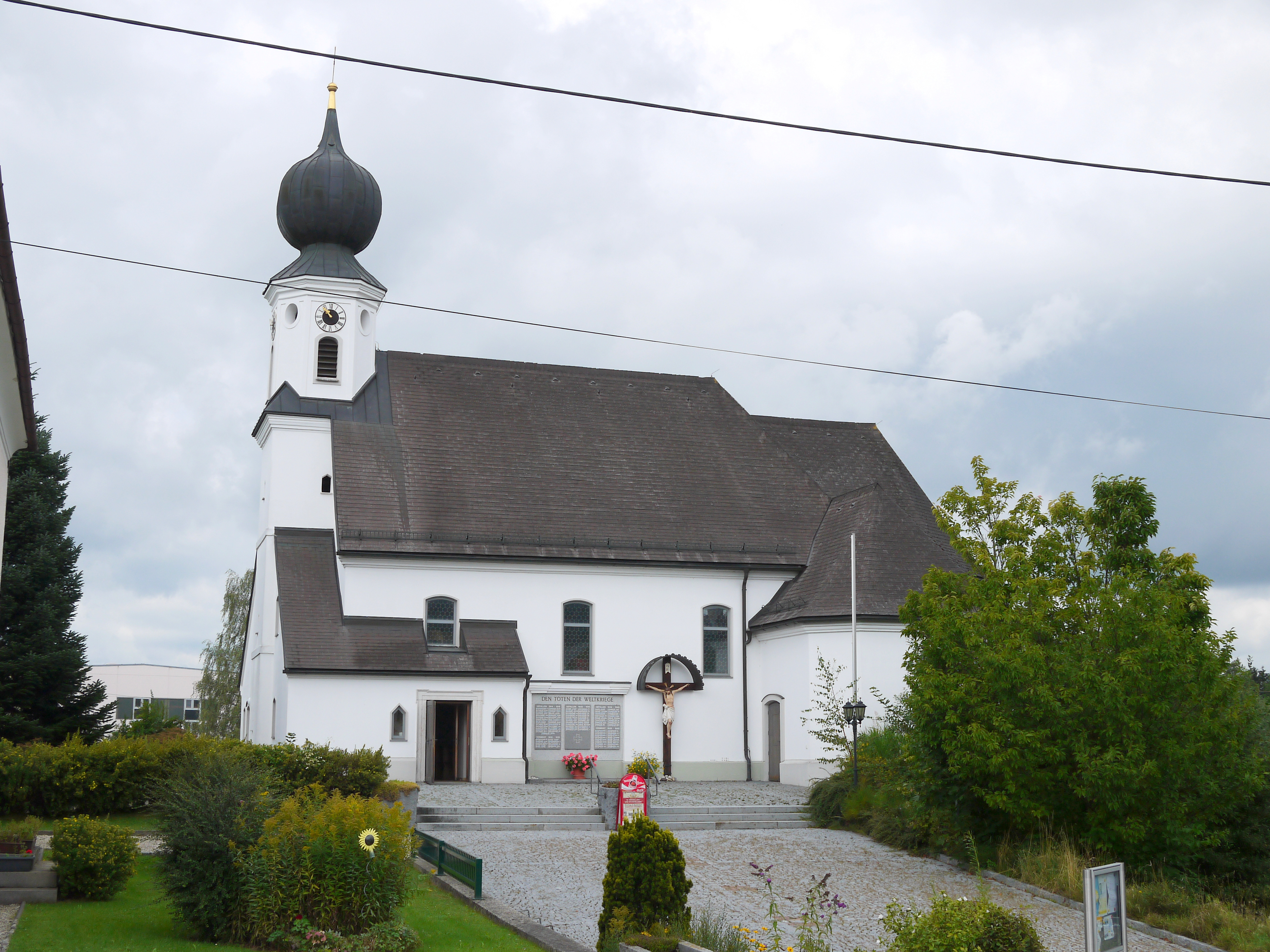
Pfarrkirche Pramet

Der Ortsname steht zu Brehm ‚Bremse‘ (das stechende Insekt), eine relativ häufige Flurbezeichnung (etwa bei der Pram nördlich Ried) und -edt, für eine aufgelassene und dann wiederaufgenommene Siedlungsstelle.
Erstmals schriftlich erwähnt wird er in einer (verlorengegangenen) Urkunde, in der König Ludwig das Kind am 12. August 903 mehrere Güter dem Domkapitel Passau übereignet. Zu dieser Zeit gab es in Pramet bereits eine Mühle und ein Sägewerk.
1371 erhielt ein Peter der Tuemayr das „gut, daz genant ist im Pramach, do wir yeczunt hawslich auffsiczen“ von Passau zu Lehen. Der Ort war eine Hofmark.
1494 ist diese Burg Pramach als Burgstall, als Kleinburg oder ein verfallener Wehrsitz, urkundlich (Herzog Georg von Bayern gibt seinem Rat Peter Fröschl mehrere Güter zu kaufen, darunter „Zwen Weir im Pramach bey dem Purckhstall“). Er könnte ursprünglich ein römischer Wachposten der hier verlaufenden norischen Straße Ovilava (Wels) – Bedaium/Bedacum? (Passau) gewesen sein. Er wird unter der Kirche vermutet, könnte aber auch am Höhesporn östlich gelegen haben.
Lokaler Verkehrsknoten ist Pramet bis heute, hier verläuft mit der heutigen L509 Frankenburger Straße Ried – Frankenburg (im Ort km 8,0–9,0) ein wichtiger Übergang über den Hausruck-und-Kobernaußerwald-Zug, der seit alters her bayrisch-österreichischer Grenzübergang war. Im Ort zweigt die heutige Schildorner Straße (L1069) westwärts ab (über Schildorn nach Waldzell zur L1064 und weiter Lohnsburg), und bei Gutensham ostwärts die L1070 Gutenshamer Straße (nach Eberschwang und weiter Geiersberg), die zusammen die wichtigste Ost-West-Verbindung des südlichen Innviertels bilden.
Seit dem Hochmittelalter hat es die Dorfkirche Mariä Heimsuchung gegeben, eine lokal beliebte Marienwallfahrt, die Waldzell unterstand.
Nach dem ältesten Rieder Urbarbuch von 1446 gab es auch einen Bäcker, eine Taverne, einen Bräustadel und große Fischweiher nördlich der Kirche.

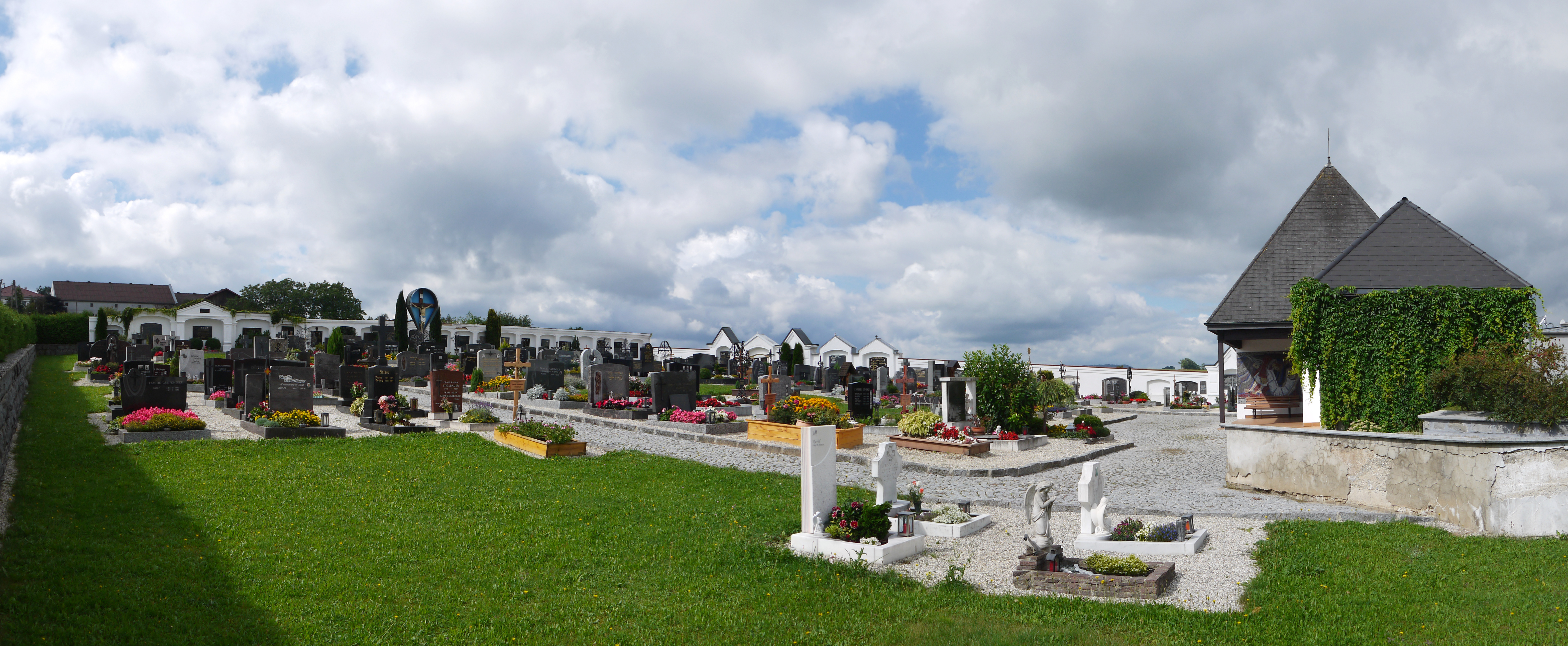
Der Prameter Friedhof

1685 wurde die Kirche im Stil des Barock umgebaut und mit Statuen aus den Schwanthaler-Werkstätten ausgestattet. Bis 1779 war der Ort bayrisch, und kam nach dem Frieden von Teschen mit dem Innviertel (damals Innbaiern) zu Österreich. Ab 1784 gehörte Pramet zur Pfarre Schildorn, 1884 wurde es ein eigener Pfarrsitz. Der heute denkmalgeschützte Friedhof Pramet liegt außerhalb des Orts.

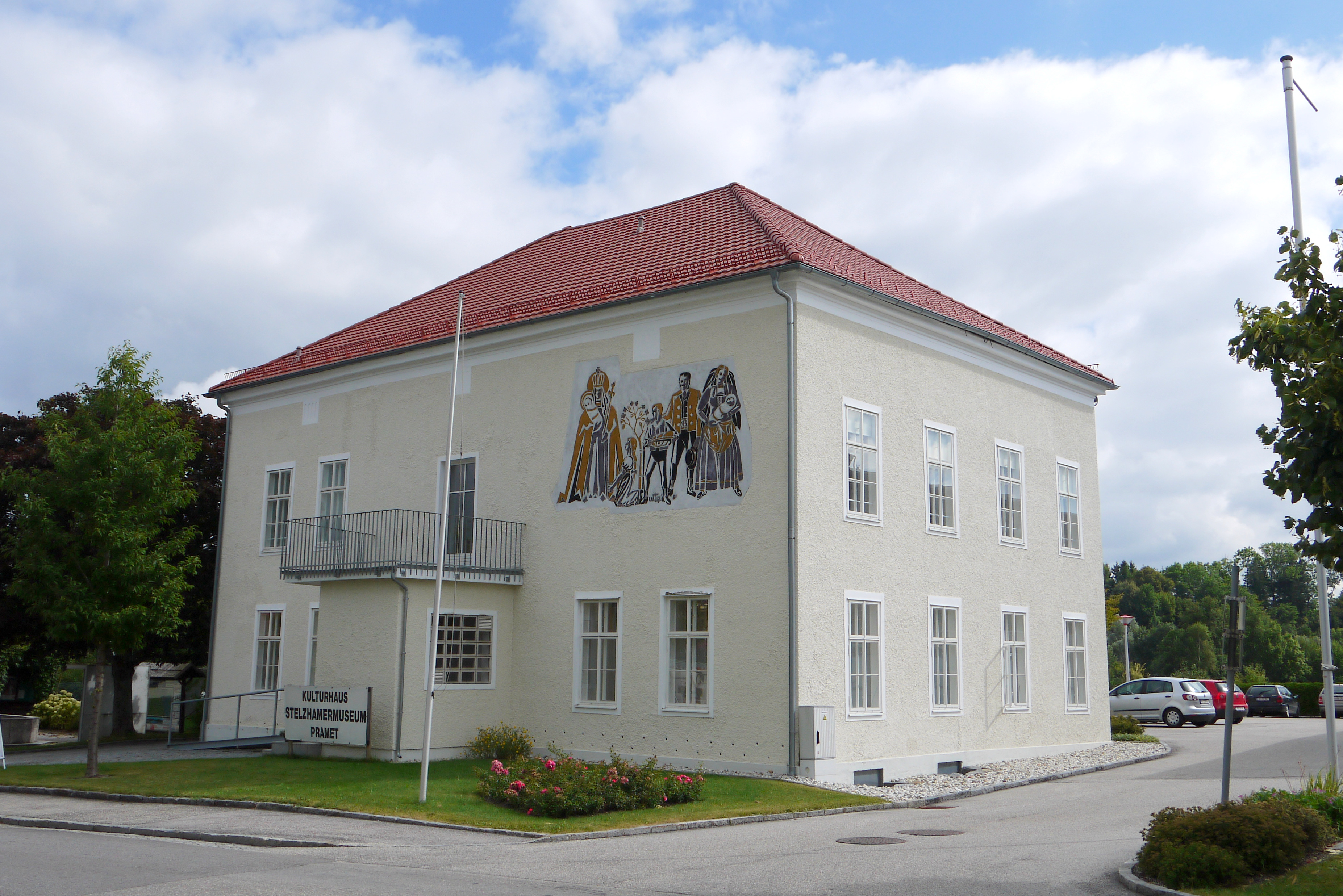
Kulturhaus Stelzhamermuseum (Alte Volksschule)

Die erste Volksschule der Gemeinde entstand 1792. Sie ist heute Kulturhaus und das Stelzhamermuseum, in Gedenken an den in Großpiesenham geborenen Heimatdichter.
1968 wurde ein neues Schulgebäude (Franz-Stelzhamer-Schule) errichtet.
1976 übersiedelte das – ursprünglich Rieder – Schuhwerk Hartjes von Neuhofen hierher, es ist der größte Arbeitgeber im Ort.
1988/89 wurde die Pfarrkirche erweitert.

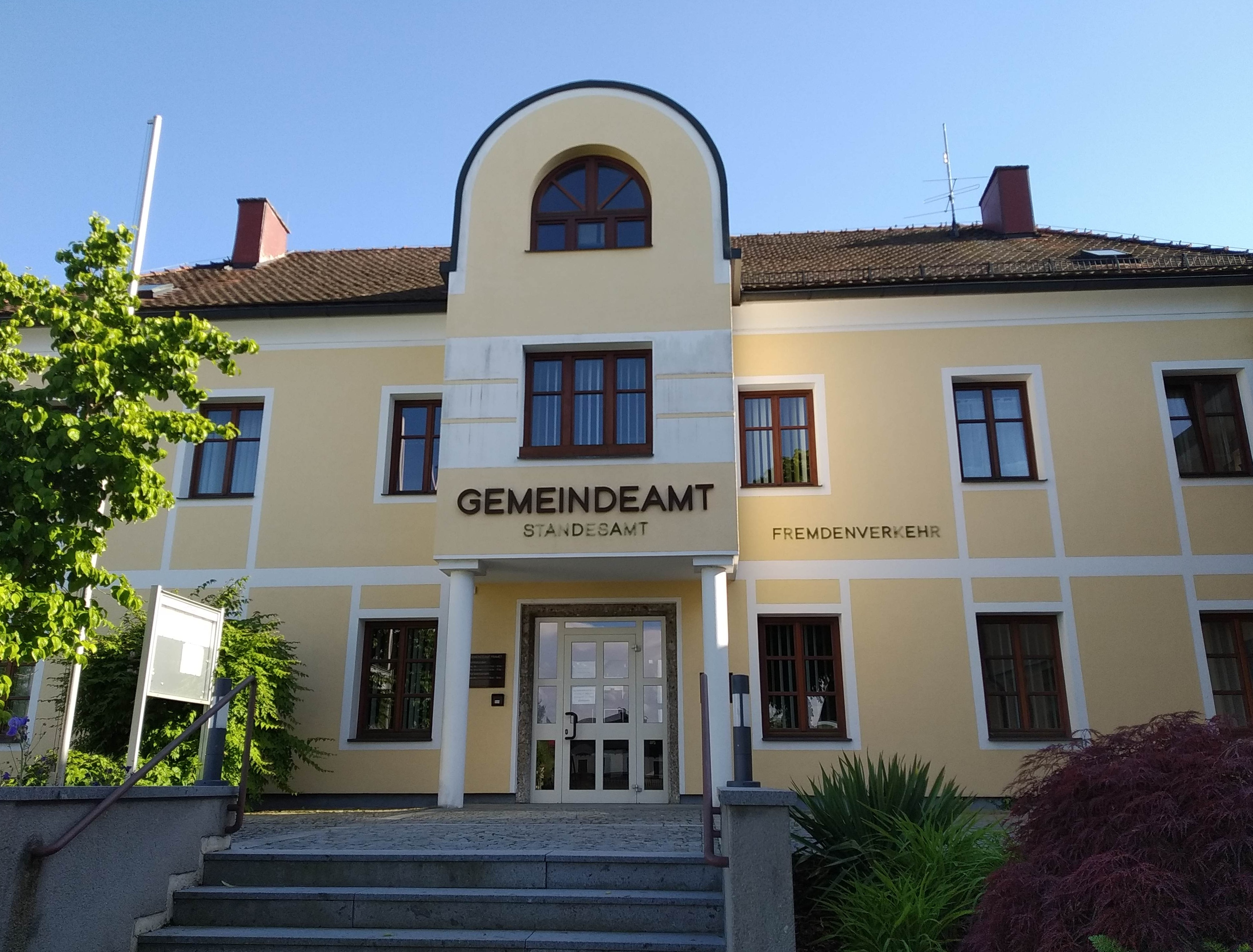
Gemeindeamt Pramet

| Hzgt. Bay. (zu Bst. Passau) | Krld. Österr. o.d.Enns (EHzgt. Österr.) | Krld. Österr. o.d.Enns (EHzgt. Österr.) | Kgr. Bay. | Krld. Österr. o.d.Enns (Kthm. Österr./ Österr.- Ugrn.) | Krld. Österr. o.d.Enns (Kthm. Österr./ Österr.- Ugrn.) | Bld. Oberösterreich (Rep. Österr.) | Bld. Oberösterreich (Rep. Österr.) | Bld. Oberösterreich (Rep. Österr.) | Bld. Oberösterreich (Rep. Österr.) | Bld. Oberösterreich (Rep. Österr.) | Bld. Oberösterreich (Rep. Österr.) | Bld. Oberösterreich (Rep. Österr.) |
| 1446                        | 1788                                    | 1809                                    | 1811      | 1825                                                   | 1869                                                   | 1951                               | 1961                               | 1971                               | 1981                               | 1991                               | 2001                               | 2011                               |
| −                           | −                                       | −                                       | 116       | 113                                                    | 126                                                    | 174                                | 184                                | 249                                | 265                                | 279                                | 339                                | 406                                |
| 10                          | 7                                       | 24                                      | 22        | 22                                                     | 20                                                     | 31                                 | 44                                 | 59                                 | 77                                 | 85                                 | 102                                | (130)                              |

- 1446: Wohl nur der Ort[1]
- 2011: Adressen 2014